# Fontaine des Amphores
La Fontaine des Amphores est une fontaine de Rome, située dans le quartier Testaccio.

## Histoire et description

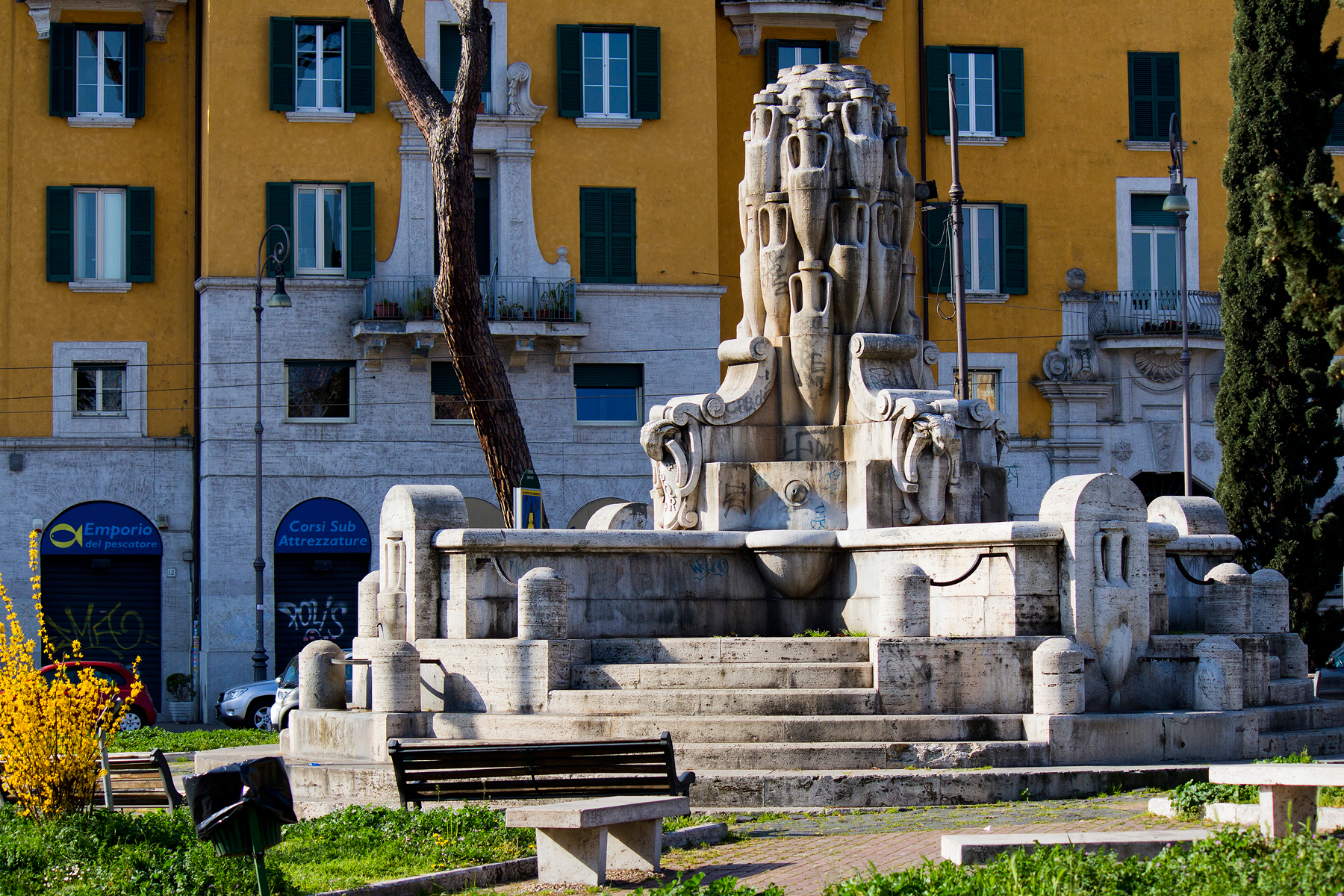
Fontaine des Amphores, vue de côté.

Elle a été construite par l'architecte Pietro Lombardi, auteur de nombreuses autres fontaines de quartier à Rome, en 1927, quelques années après la création officielle de la paroisse. L'architecte a conçu une œuvre totalement centrée sur le motif de l'amphore, un symbole de la paroisse lui-même, et tout à fait novateur par rapport aux canons qui ont toujours inspiré la création de fontaines.
Le motif de l'amphore est à rechercher dans l'histoire antique (et sous le même nom) du Testaccio: à partir du deuxième siècle avant J.C.: dans ce secteur, sur la rive gauche du Tibre se trouvaient les entrepôts ou étaient déposées les amphores de terre cuite contenant les fournitures de vin et d'huile d'olive destinées à Rome, qui avaient voyagé principalement par le fleuve. Les amphores contenant de l'huile notamment ne pouvaient pas être réutilisées, elles étaient donc détruites une fois vidées. Les années passant, les morceaux (“testae” en Latin), empilés sur le sol derrière les entrepôts, sont arrivés à former une haute colline jusqu'à 35 mètres, qui, depuis le Moyen-Âge, a été nommée "Testaccio". Il était donc naturel que l'amphore resterait particulièrement attachée à la paroisse, qui l'a choisie comme symbole.
La réalisation de Lombardi, entièrement en travertin, a une double finalité : décorative et utilitaire.

## Emplacements
La fontaine a été inaugurée le 26 octobre 1927. La destination initiale était le centre de la piazza Mastro Giorgio, qui allait devenir la piazza Testaccio, mais à la suite de problèmes structurels liés à la stabilité du sol, qui a nécessité des interventions de consolidation en 1935, elle a dû être déplacée sur la place de l'Emporio, à l'extrémité nord du quartier de Testaccio, et à sa place on a mis le marché local.
En septembre 2014, les travaux ont commencé pour la relocalisation de la fontaine dans son lieu d'origine sur la piazza Testaccio
. À la fin des travaux de restauration, la fontaine a été réinaugurée dans sa destination d'origine, le 24 janvier 2015.

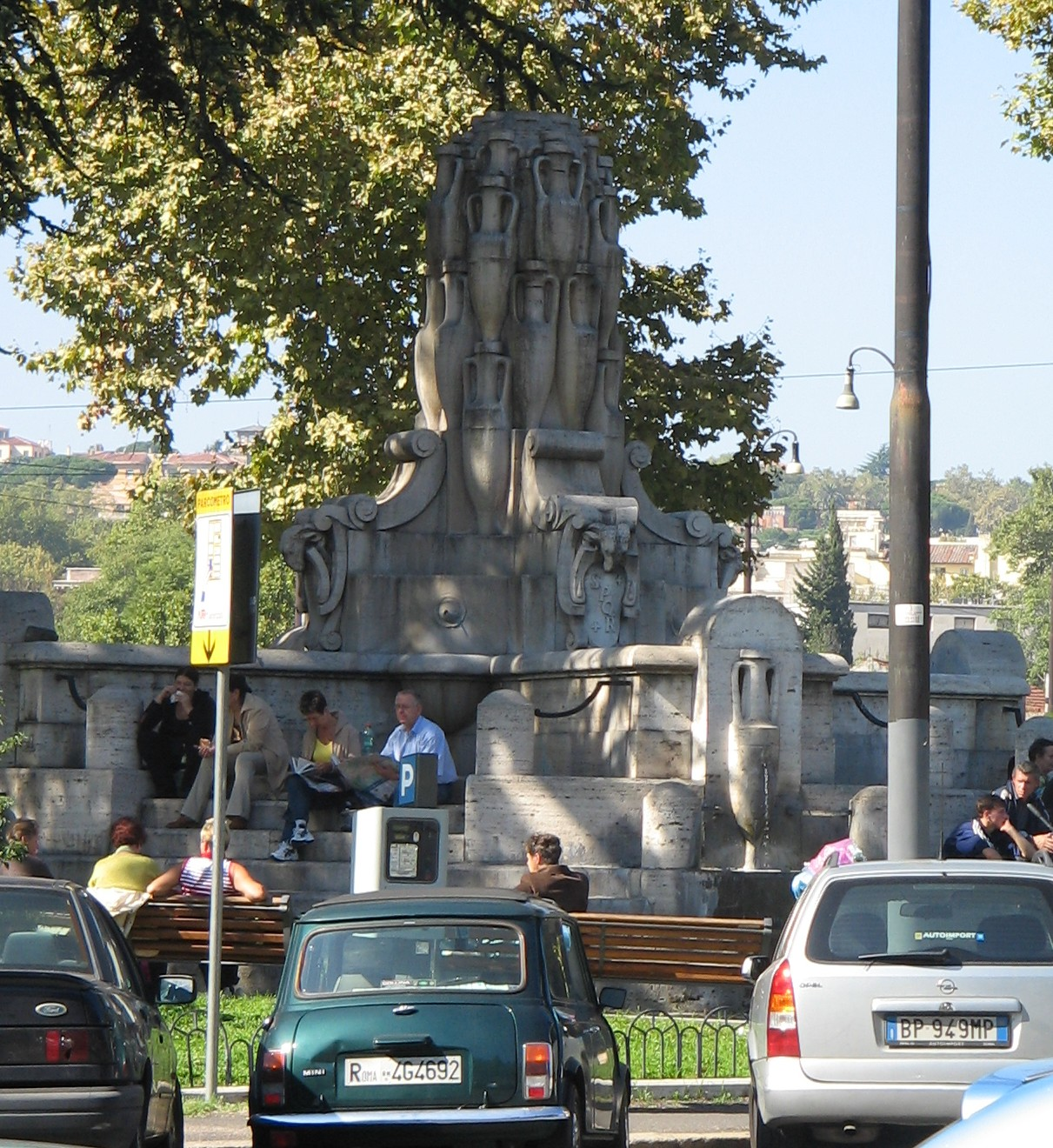
La fontaine des Amphores à son ancien emplacement de la piazza dell'Emporio
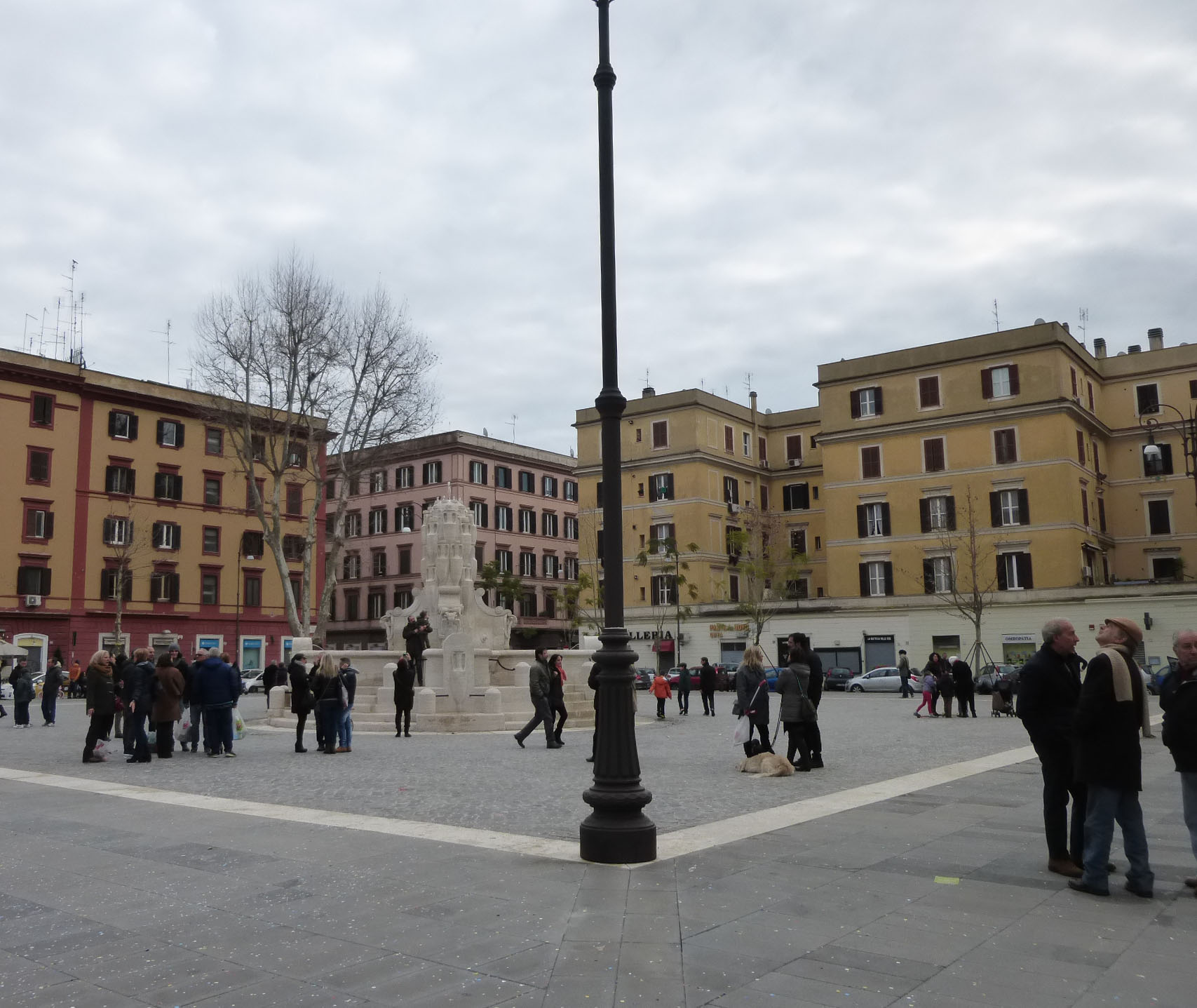
La fontaine des Amphores sur la Piazza Testaccio